# Filattiera
Filattiera ist eine italienische Gemeinde mit 2164 Einwohnern (Stand 31. Dezember 2023) in der Provinz Massa-Carrara in der Toskana. Sie liegt etwa 40 km nordwestlich der Provinzhauptstadt Massa.
Die Nachbargemeinden sind Bagnone, Corniglio (PR), Mulazzo, Pontremoli und Villafranca in Lunigiana.
Die Gemeinde war die ehemalige byzantinische Hauptstadt der Herrschaft in der Lunigiana. In der Nähe der Kirche Pieve di Sorano wurde ein Dorf ausgegraben, das aus römischer Zeit stammt.

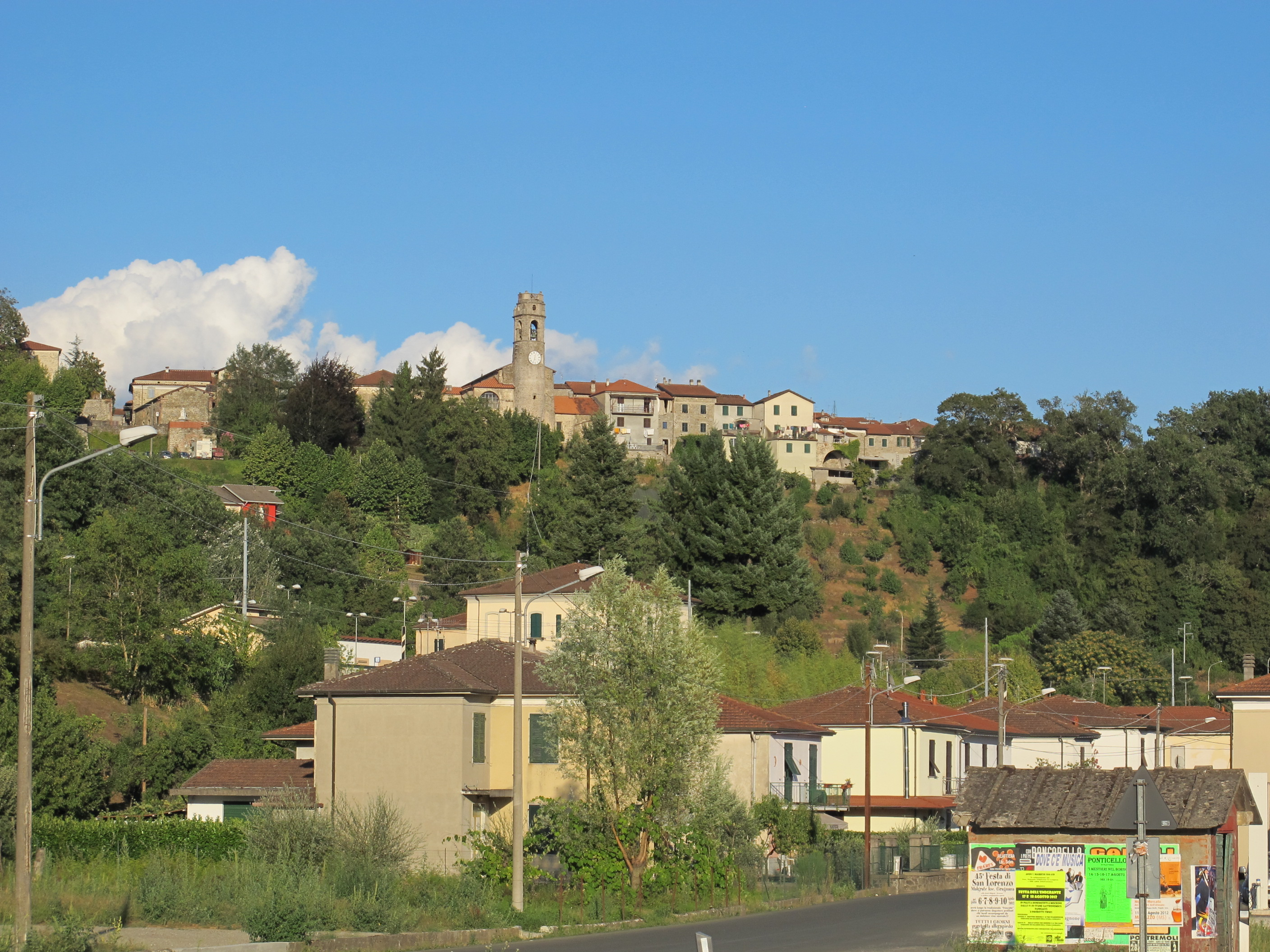
Filattiera
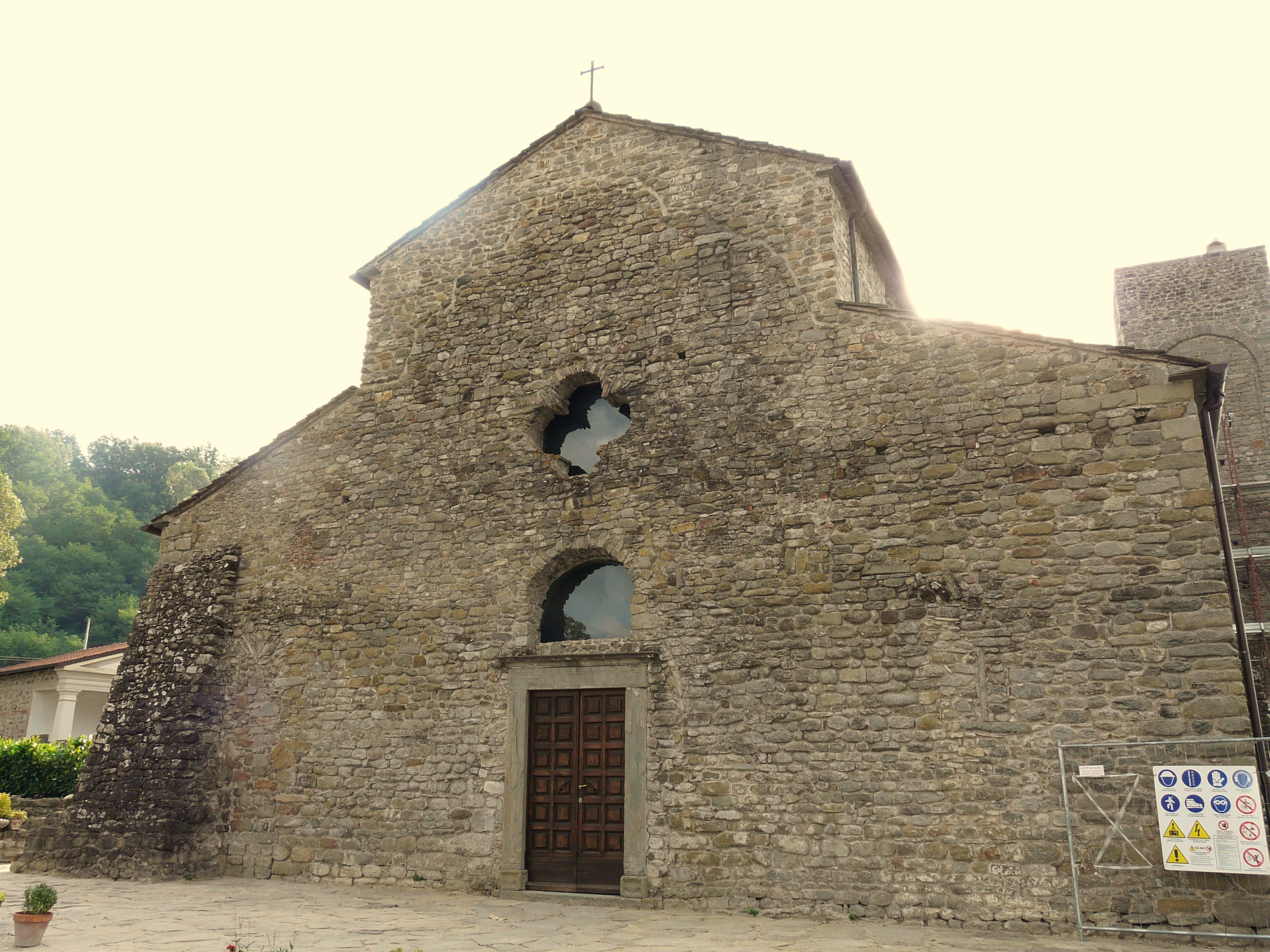
Pieve Santo Stefano in Filattiera
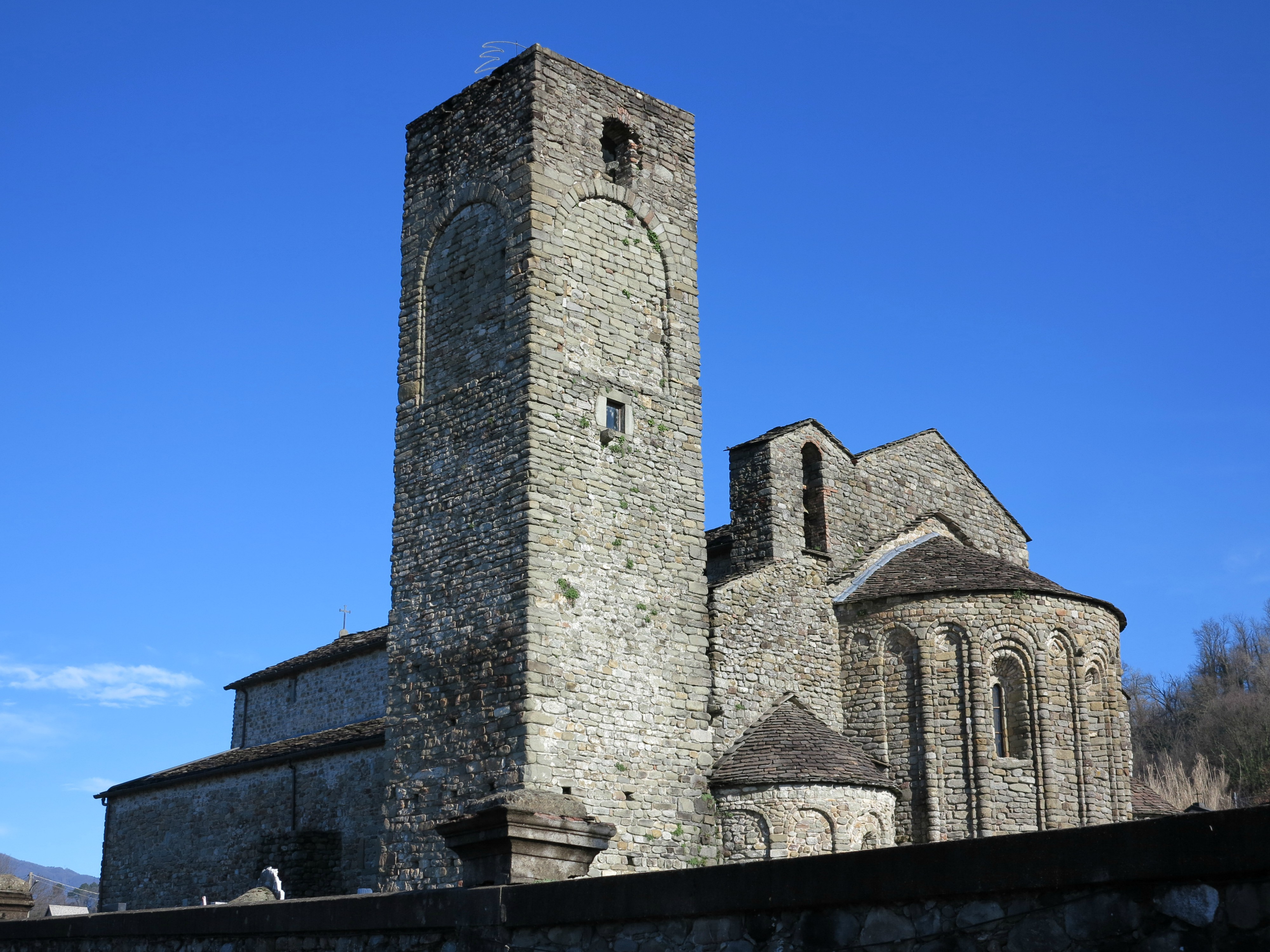
Turm und Apsis der Pieve Santo Stefano
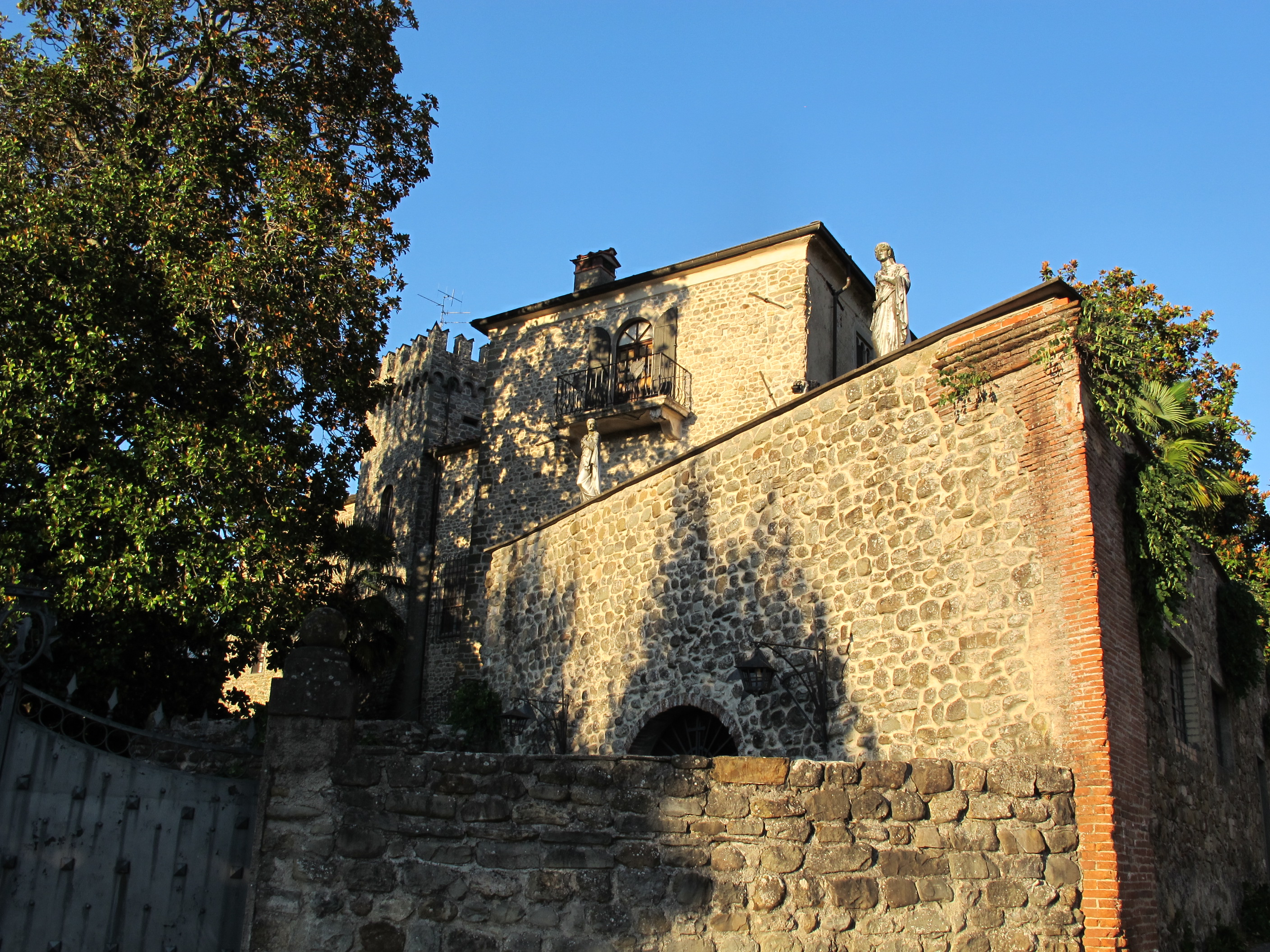
Castello Malaspina in Filattiera